# Chiselborough
Chiselborough is een civil parish in het bestuurlijke gebied South Somerset, in het Engelse graafschap Somerset met 275 inwoners.